# Iris Zero
Iris Zero (jap. アイリスzero) ist eine Mangaserie von Autor Piroshiki und Zeichner Takana Hotaru. Sie erscheint seit 2009 in Japan und ist in die Genres Seinen, Science-Fiction, Mystery, Romantik und Drama einzuordnen.

## Inhalt
In einer Welt, in der fast alle Kinder und Jugendliche eine übernatürliche Fähigkeit haben, ist Toru Mizushima (水島 透) einer der Wenigen ohne besondere Gabe. Während die Anderen mit ihrer Iris-Fähigkeit in die Zukunft, die Vergangenheit oder anderweitig Außergewöhnliches sehen kann, ist der Iris Zero Toru besorgt, von den anderen gemobbt zu werden. Deswegen versucht er, so unauffällig wie möglich zu sein und so einen friedlichen Schulalltag zu verleben. Nur mit seinem Kindheitsfreund Hijiri Shinozuka (篠塚 聖) hat er engen Kontakt. Doch eines Tages kommt Koyuki Sasamori (佐々森 小雪) auf ihn zu, ein hübsches und beliebtes Mädchen. Sie ist auf der Suche nach einem neuen Schülersprecher, kann aber trotz ihrer Iris keinen finden. Toru soll ihr mit seiner Unvoreingenommenheit als Iris Zero helfen. Doch Koyukis Nähe bringt ihm die Aufmerksamkeit, die er zu vermeiden sucht, und schon bald beginnen seine Probleme mit anderen Schülern.
Obwohl Toru sich eigentlich von Koyuki fernhalten will, lässt Koyuki nicht locker. Toru muss ihr auch zu Hilfe kommen, als sie von anderen Schülern bedroht wird. Koyukis Freundin Asahi Yuki (結城 あさひ) lehnt den engen Kontakt zu Toru ebenfalls ab, wird aber bald zu einem weiteren Grund, dass dieser um Hilfe gebeten wird, als sie wegen Fehlverhalten der Schule verwiesen werden soll. Koyuki erkennt es als Torus Stärke, dass er sich nicht auf eine Iris verlässt, und so bittet sie ihn immer wieder um Rat.

## Veröffentlichung
Der Manga erscheint in Japan seit April 2009 im Magazin Gekkan Comic Alive beim Verlag Media Factory. Von 2014 bis 2016 wurde die Veröffentlichung unterbrochen. Der Verlag brachte die Kapitel auch gesammelt in bisher acht Bänden heraus. Am 23. Februar 2012 veröffentlichte Edge Records ein Hörspiel zum Manga auf CD. Ein zweites Hörspiel folgte am 22. März 2014 ls Beigabe zum 6. Sammelband.
Eine deutsche Übersetzung der Serie erscheint seit Oktober 2012 bei Kazé Deutschland in bisher acht Bänden. Eine englische Fassung wird herausgegeben von Digital Manga Publishing und eine französische von Doki-Doki.